# Ljubow Sawjalowa
Ljubow Sawjalowa (* 3. Oktober 1949 als Ljubow Finogenowa) ist eine sowjetische Leichtathletin, die sich auf den Sprint spezialisiert hat. 1971 wurde sie mit der 4-mal-400-Meter-Staffel in Sofia Halleneuropameisterin.

## Sportliche Laufbahn
Erste internationale Erfahrungen sammelte Ljubow Sawjalowa vermutlich im Jahr 1971, als sie bei den Halleneuropameisterschaften in Sofia mit der sowjetischen 4-mal-400-Meter-Staffel in 3:36,6 min gemeinsam mit Halyna Holeussowa, Wera Popkowa und Ljudmila Aksjonowa die Goldmedaille gewann. Im Jahr darauf gewann sie bei den Halleneuropameisterschaften in Grenoble mit der 4-mal-360-Meter-Staffel in 3:11,20 min gemeinsam mit Natalja Tschistjakowa, Ljudmila Aksjonowa und Nadeschda Leonidowna Iljina die Silbermedaille hinter dem Team aus der Bundesrepublik Deutschland.